# الريان (كرة سلة)
الريان هو فريق كرة سلة قطري للمحترفين تأسس في سنة 1970 يقع مقره في الريان. ينافس في الدوري القطري لكرة السلة.

## الإنجازات

### المحلية
- الدوري القطري لكرة السلة

الفوز (15): 1995–1996، 1996–1997، 1997–1998، 1998–1999، 1999–2000، 2001–2002، 2002–2003، 2003–2004، 2004–2005، 2005–2006، 2006–2007، 2008–2009، 2009–2010، 2010–2011، 2011–2012
- كأس أمير قطر

الفوز (6): 1998–1999، 2003–2004، 2005–2006، 2009–2010، 2010–2011، 2012–2013
- كأس ولي عهد قطر

الفوز (6): 2001–2002، 2003–2004، 2004–2005، 2005–2006، 2007–2008، 2008–2009

### دولية
- بطولة الخليج للأندية

الفوز (2): 2002، 2004
- كأس أبطال آسيا لكرة السلة

الفوز (2): 2002، 2005

## أبرز اللاعبين
من أبرز اللاعبين الذين لعبوا معه:
- أيه جاي غايتن
- تيري براون
- تود داي

## وصلات خارجية
- الموقع الرسمي